# Солнечные пятна

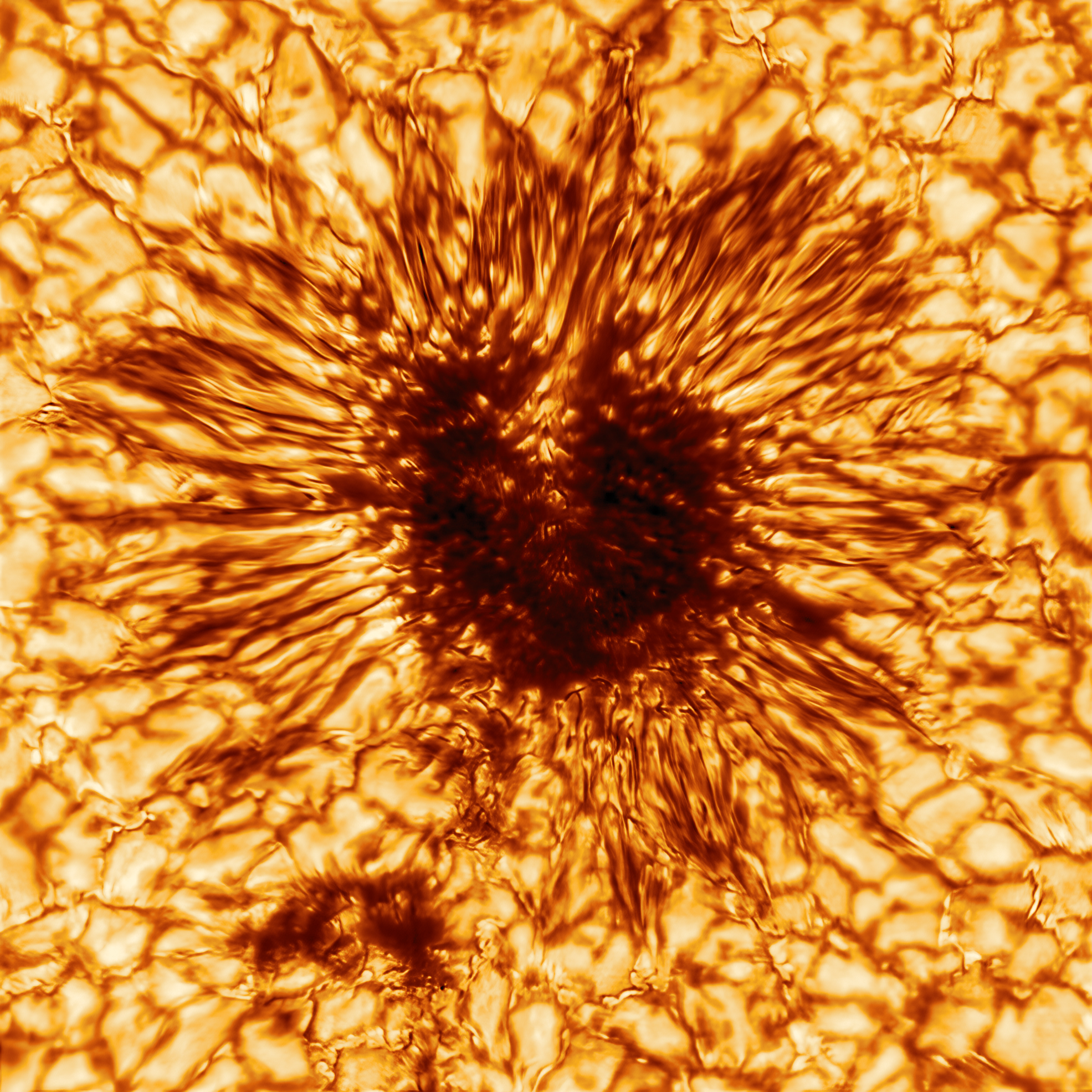
Изображение солнечного пятна, окруженного грануляцией (снимок Солнечного телескопа Даниэля К. Иноуэ, январь 2020).

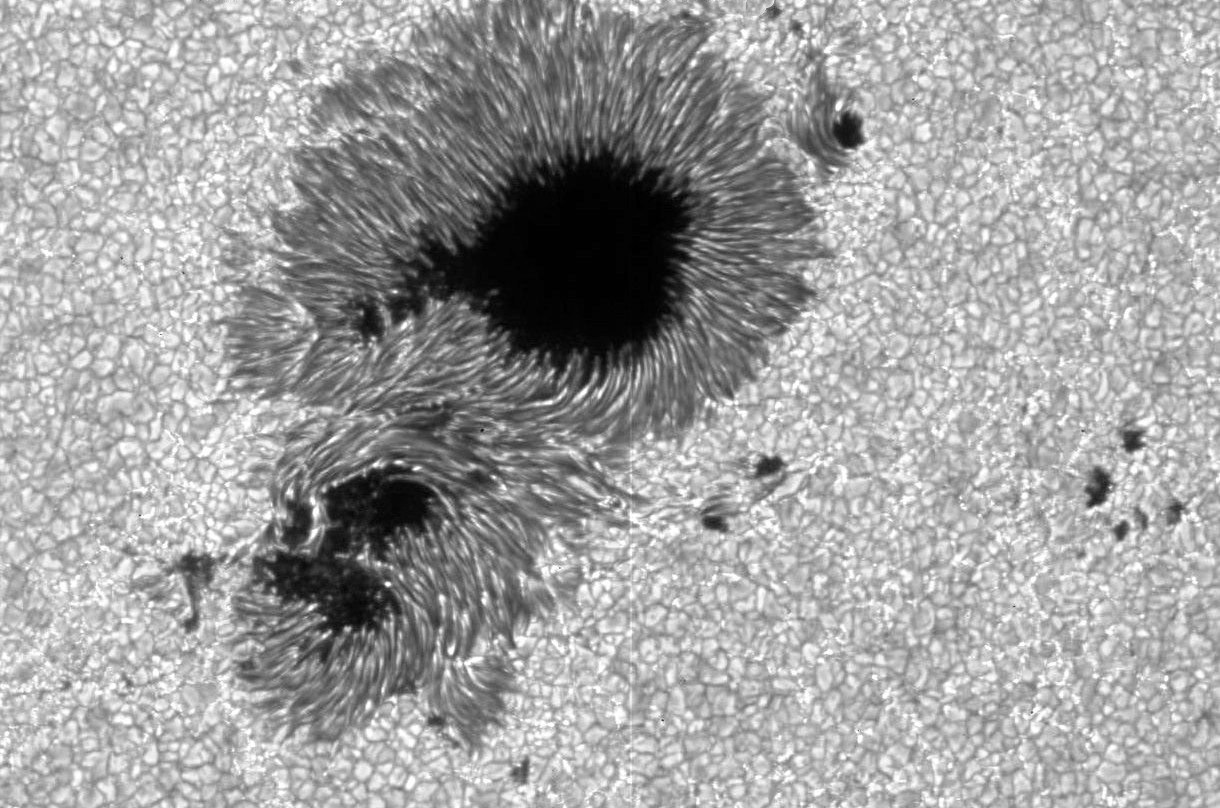
Группа пятен на Солнце, сфотографированная в видимом свете. Снимок сделан космическим аппаратом Hinode 13 декабря 2006 года. В этой группе в тот день произошла вспышка балла X3.4

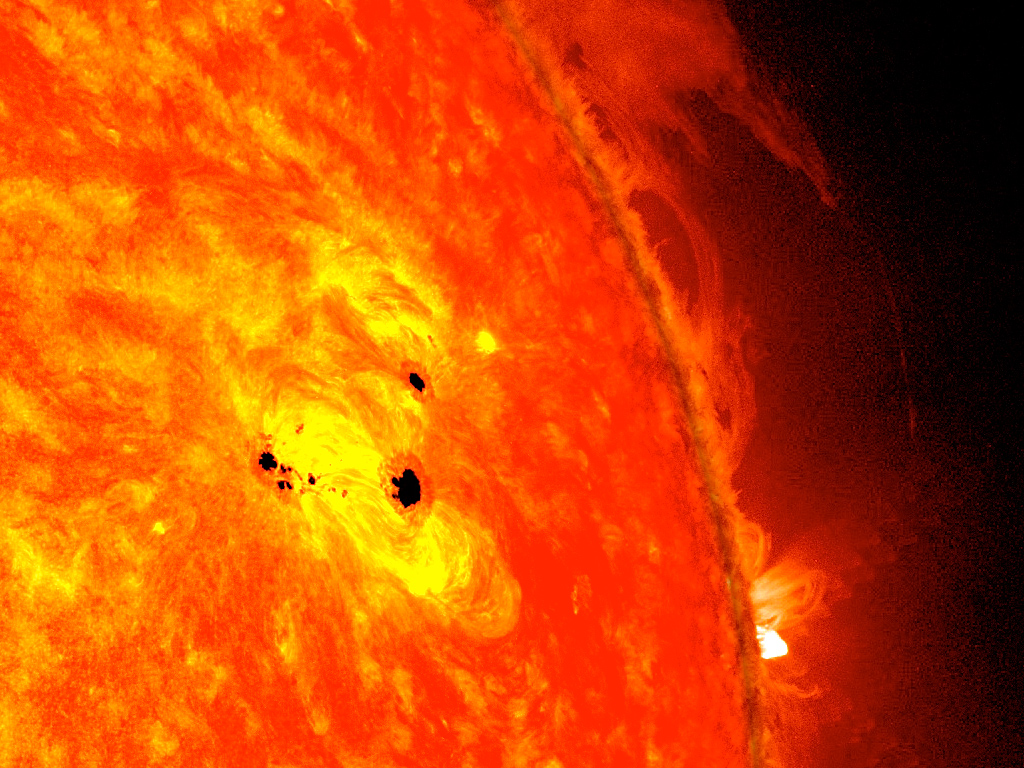
Два пятна на Солнце, появившиеся 19-20 февраля 2013 года

Со́лнечные пя́тна — тёмные области на Солнце, температура которых понижена примерно на 1500 К по сравнению с окружающими участками фотосферы. Наблюдаются на диске Солнца (с помощью оптических приборов, а в случае крупных пятен — и невооружённым глазом) в виде тёмных пятен. Солнечные пятна являются областями выхода в фотосферу сильных (до нескольких тысяч гаусс) магнитных полей. Потемнение фотосферы в пятнах обусловлено подавлением магнитным полем конвективных движений вещества и, как следствие, снижением потока переноса тепловой энергии в этих областях.
Количество пятен на Солнце (и связанное с ним число Вольфа) — один из главных показателей солнечной магнитной активности.
На более холодных звёздах (класса K и холоднее) наблюдаются пятна намного большей площади, чем на Солнце.

## История изучения
Первые сообщения о пятнах на Солнце относятся к наблюдениям 800 года до н. э. в Китае. Один из хорошо известных случаев датирован 10 мая 28 года до н. э., который описали астрономы Хань во времена правления императора Чэн-ди

Солнечные пятна 2022 года, № 3004

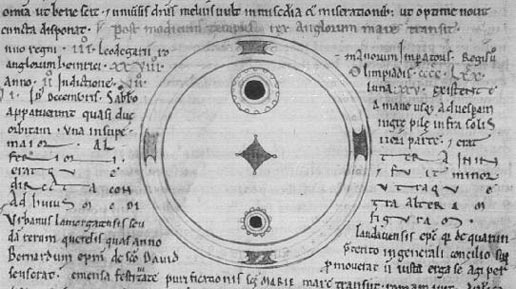
Зарисовки пятен из хроники Иоанна Вустерского

Впервые пятна были зарисованы в 1128 году в хронике Иоанна Вустерского.
Первое известное упоминание солнечных пятен в древнерусской литературе содержится в Никоновской летописи, в записях, относящихся ко второй половине XIV века:

бысть знамение на небеси, солнце бысть, аки кровь, и по нем места черны
— (1365 год)

бысть знамение в солнце, места черны по солнцу, аки гвозди, и мгла велика была
— (1371 год)
С 1610 года начинается эпоха инструментального исследования Солнца. Изобретение телескопа и его специальной разновидности для наблюдения за Солнцем — гелиоскопа, позволило Галилею, Томасу Хэрриоту, Йоханнесу Фабрициусу, Кристофу Шейнеру и другим учёным рассмотреть солнечные пятна. Галилей, по-видимому, первым среди исследователей понял, что пятна являются частью солнечной структуры, в отличие от Шейнера, посчитавшего их проходящими перед Солнцем планетами. Это предположение позволило Галилею открыть вращение Солнца и вычислить его период. Приоритету открытия пятен и их природе была посвящена более чем десятилетняя полемика между Галилеем и Шейнером, однако, скорее всего, и первое наблюдение и первая публикация не принадлежат ни одному из них.
Первые исследования фокусировались на природе пятен и их поведении. Несмотря на то, что физическая природа пятен оставалась неясной вплоть до XX века, наблюдения продолжались. К XIX веку уже имелся достаточно продолжительный ряд наблюдений пятен, чтобы заметить периодические вариации в активности Солнца. В 1845 году Д. Генри и С. Александер (англ. S. Alexander) из Принстонского университета провели наблюдения Солнца с помощью специального термометра (en:thermopile) и определили, что интенсивность излучения пятен, по сравнению с окружающими областями Солнца, понижена.

## Возникновение

Возникновение солнечного пятна: магнитные линии проникают сквозь фотосферу Солнца

Пятна возникают в результате возмущений отдельных участков магнитного поля Солнца. В начале этого процесса трубки магнитного поля «прорываются» сквозь фотосферу в область короны, и сильное поле подавляет конвективное движение плазмы в гранулах, препятствуя в этих местах переносу энергии из внутренних областей наружу. Сначала в этом месте возникает факел, чуть позже и западнее — маленькая точка, называемая по́ра, размером несколько тысяч километров. В течение нескольких часов величина магнитной индукции растет (при начальных значениях 0,1 тесла), размер и количество пор увеличивается. Они сливаются друг с другом и формируют одно или несколько пятен. В период наибольшей активности пятен величина магнитной индукции может достигать 0,4 тесла.
Срок существования пятен достигает нескольких месяцев, то есть отдельные группы пятен могут наблюдаться в течение нескольких оборотов Солнца. Именно этот факт (движение наблюдаемых пятен по солнечному диску) послужил основой для доказательства вращения Солнца и позволил провести первые измерения периода обращения Солнца вокруг своей оси.
Пятна обычно образуются группами, однако иногда возникает одиночное пятно, живущее всего несколько дней, или биполярная группа: два пятна разной магнитной полярности, соединённые линиями магнитного поля. Западное пятно в такой биполярной группе называется «ведущим», «головным» или «P-пятном» (от англ. preceding), восточное — «ведомым», «хвостовым» или «F-пятном» (от англ. following).
Только половина пятен живёт больше двух дней, и всего десятая часть — более 11 дней.
В начале 11-летнего цикла солнечной активности пятна на Солнце появляются на высоких гелиографических широтах (порядка ±25—30°), а с ходом цикла пятна мигрируют к солнечному экватору, в конце цикла достигая широт ±5—10°. Эта закономерность носит название «закон Шпёрера».
Группы пятен ориентируются приблизительно параллельно солнечному экватору, однако отмечается некоторый наклон оси группы относительно экватора, который имеет тенденцию к увеличению для групп, расположенных дальше от экватора (т. н. «закон Джоя»).

## Свойства
Средняя температура фотосферы Солнца около 6000 К (эффективная температура — 5770 К, температура излучения — 6050 К). Центральная, самая тёмная, область пятен имеет температуру всего около 4000 К, наружные области пятен, граничащие с нормальной фотосферой, — от 5000 до 5500 К. Несмотря на то, что температура пятен ниже, их вещество все равно излучает свет, пусть и в меньшей степени, чем остальная фотосфера. Именно из-за этой разницы температур при наблюдении и возникает ощущение, что пятна тёмные, почти чёрные, хотя на самом деле они тоже светятся, однако их свечение теряется на фоне более яркого солнечного диска.
Центральная тёмная часть пятна носит название тени. Обычно её диаметр составляет около 0,4 диаметра пятна. В тени напряжённость магнитного поля и температура довольно однородны, а интенсивность свечения в видимом свете составляет 5-15 % от фотосферной величины. Тень окружена полутенью, состоящей из светлых и тёмных радиальных волокон с интенсивностью свечения от 60 до 95 % от фотосферного.
Фотосфера Солнца в области, где располагается пятно, расположена примерно на 500—700 км глубже, чем верхняя граница окружающей фотосферы. Это явление носит название «вильсоновской депрессии».
Пятна — области наибольшей активности на Солнце. В случае, если пятен много, то существует высокая вероятность того, что произойдет пересоединение магнитных линий — линии, проходящие внутри одной группы пятен, рекомбинируют с линиями из другой группы пятен, имеющими противоположную полярность. Видимым результатом этого процесса является солнечная вспышка. Всплеск излучения, достигая Земли, вызывает сильные возмущения её магнитного поля, нарушает работу спутников и даже оказывает влияние на расположенные на планете объекты. Из-за нарушений магнитного поля Земли увеличивается вероятность возникновения северных сияний в низких географических широтах. Ионосфера Земли также подвержена флуктуациям солнечной активности, что проявляется в изменении распространения коротких радиоволн.

## Классификация

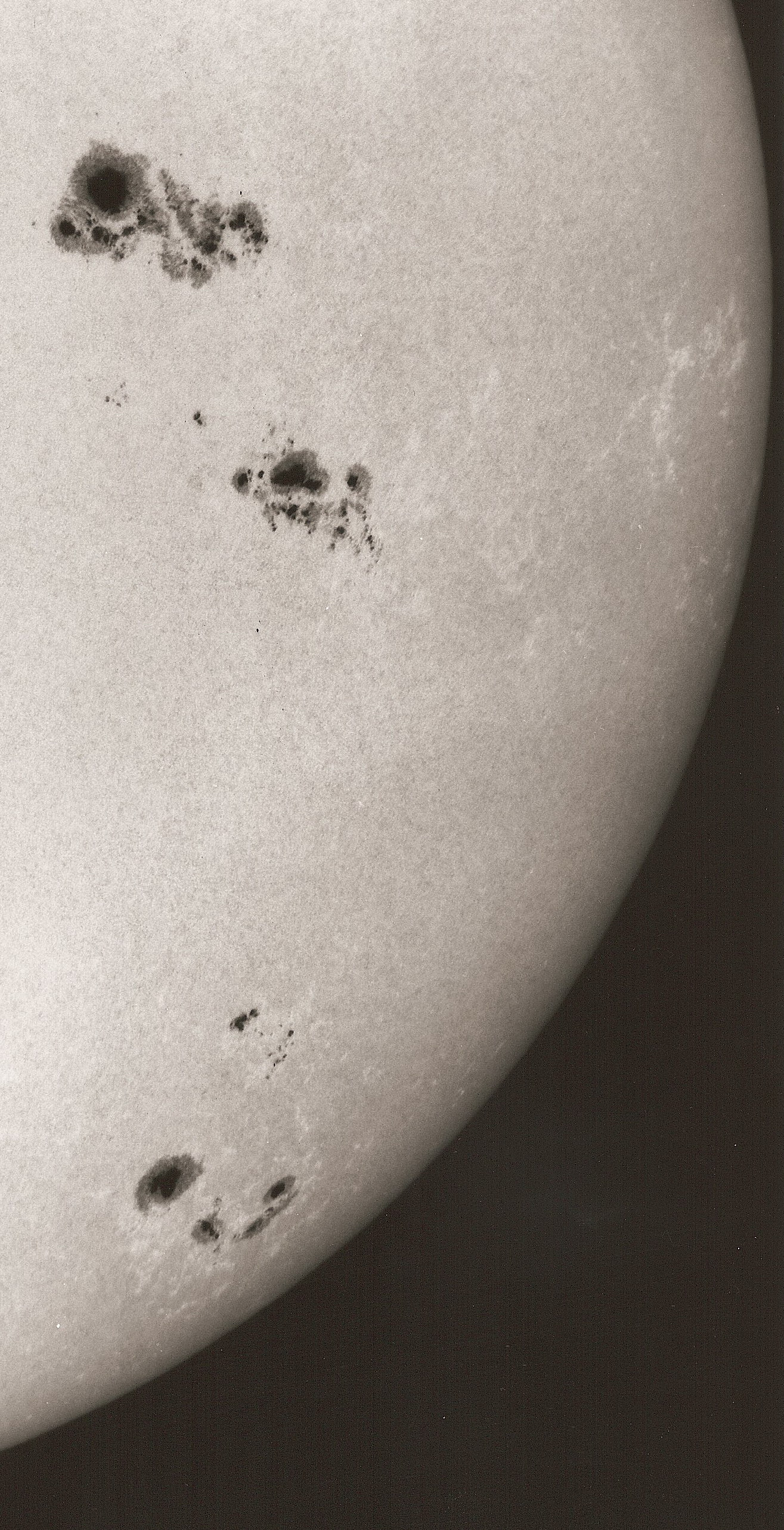
Множественные группы солнечных пятен: хорошо различимы тень и полутень. 16 мая 2000 года

Пятна классифицируют в зависимости от срока жизни, размера, расположения.

### Стадии развития
Локальное усиление магнитного поля, как было сказано выше, тормозит движение плазмы в конвекционных ячейках, тем самым замедляя вынос тепла на фотосферу Солнца. Охлаждение затронутых этим процессом гранул (примерно на 1000 °C) приводит к их потемнению и формированию единичного пятна. Некоторые из них исчезают через несколько дней. Другие развиваются в биполярные группы из двух пятен, магнитные линии в которых имеют противоположную полярность. Из них могут сформироваться группы из множества пятен, которые в случае дальнейшего увеличения области полутени объединяют до сотни пятен, достигая размеров в сотни тысяч километров. После этого происходит медленное (в течение нескольких недель или месяцев) снижение активности пятен и уменьшение их размеров до маленьких двойных или одинарных точек.
Самые крупные группы пятен всегда имеют связанную группу в другом полушарии (северном или южном). Магнитные линии в таких случаях выходят из пятен в одном полушарии и входят в пятна в другом.

### Размеры групп пятен
Размеры группы пятен принято характеризовать её геометрической протяжённостью, а также количеством входящих в неё пятен и их полной площадью.
В группе может насчитываться от одного до полутора сотен и более пятен. Площади групп, которые удобно измерять в миллионных долях площади солнечной полусферы (м.с.п.), варьируются от нескольких м.с.п. до нескольких тысяч м.с.п.
Максимальную площадь за весь период непрерывных наблюдений групп пятен (с 1874 по 2012 годы) имела группа № 1488603 (по Гринвичскому каталогу), появившаяся на диске Солнца 30 марта 1947 года, в максимуме 18-го 11-летнего цикла солнечной активности. К 8 апреля её полная площадь достигла 6132 м.с.п. (1,87·1010 км², что более чем в 36 раз превышает площадь земного шара). На фазе своего максимального развития эта группа состояла из более чем 170 отдельных солнечных пятен.

## Цикличность

Реконструкция солнечной активности за 11000 лет

Солнечный цикл связан с частотой появления пятен, их активностью и сроком жизни. Один цикл охватывает примерно 11 лет. В периоды минимума активности пятен на Солнце очень мало или нет вообще, в то время как в период максимума их может наблюдаться несколько сотен. В конце каждого цикла полярность солнечного магнитного поля меняется на противоположную, поэтому правильнее говорить о 22-летнем солнечном цикле.

### Длительность цикла
Хотя в среднем цикл солнечной активности длится около 11 лет, бывают циклы длиной от 9 до 14 лет. Средние значения также меняются на протяжении столетий. Так, в XX веке средняя длина цикла составила 10,2 года.
Форма цикла непостоянна. Швейцарский астроном Макс Вальдмайер утверждал, что переход от минимума к максимуму солнечной активности происходит тем быстрее, чем больше максимальное количество солнечных пятен, зарегистрированное в этом цикле (т. н. «правило Вальдмайера»).

### Начало и конец цикла
В прошлом началом солнечного цикла считался момент, когда солнечная активность пребывала в точке своего минимума. Благодаря современным методам измерений стало возможно определять изменение полярности солнечного магнитного поля, поэтому сейчас за начало цикла принимают момент изменения полярности солнечных пятен.
Нумерация солнечных циклов была предложена Р. Вольфом. Первый цикл, согласно этой нумерации, начался в 1749 году. В 2009 году начался 24-й солнечный цикл, а в декабре 2019 - 25-й.

### «Вековой цикл»
Существует периодичность изменения максимального количества солнечных пятен с характерным периодом около 100 лет («вековой цикл»). Последние минимумы этого цикла приходились примерно на 1800—1840 и 1890—1920 годы. Есть предположение о существовании циклов ещё большей длительности.
| Номер цикла | Год и месяц начала | Год и месяц максимума | Максимальное количество пятен |
| ----------- | ------------------ | --------------------- | ----------------------------- |
| 18          | 1944-02            | 1947-05               | 201                           |
| 19          | 1954-04            | 1957-10               | 254                           |
| 20          | 1964-10            | 1968-03               | 125                           |
| 21          | 1976-06            | 1979-01               | 167                           |
| 22          | 1986-09            | 1989-02               | 165                           |
| 23          | 1996-09            | 2000-03               | 139                           |
| 24          | 2009-01            | 2012-12*              | 87*                           |
| 25          | 2019-12            | 2024-2025*            | 200*                          |

(*) Данные со звёздочкой — прогноз.